# Erythrina suberosa
Erythrina suberosa är en ärtväxtart som beskrevs av William Roxburgh. Erythrina suberosa ingår i släktet Erythrina och familjen ärtväxter. Inga underarter finns listade i Catalogue of Life.